# Everest: Người tuyết bé nhỏ
Everest: Người tuyết bé nhỏ (tên gốc tiếng Anh: Abominable) là một bộ phim phiêu lưu hoạt hình trên máy tính năm 2019 được sản xuất bởi DreamWorks Animation và Pearl Studio. Phim được viết và đạo diễn bởi Jill Culton và đồng đạo diễn bởi Todd Wilderman. Phim có sự tham gia lồng tiếng của Chloe Bennet, Albert Tsai, Tenzing Norgay Trainor, Eddie Izzard, Sarah Paulson, Tsai Chin và Michelle Wong. Nội dung phim theo chân một cô gái thiếu niên tên Yi bắt gặp một Yeti trên nóc tòa nhà chung cư của cô ở Thượng Hải và đặt tên cho cậu là Everest. Cô cùng những người bạn mới bắt tay vào một nhiệm vụ hoành tráng giúp Everest đoàn tụ với gia đình cậu ở ở điểm cao nhất trên Trái Đất.
Bộ phim được công chiếu tại Liên hoan phim quốc tế Toronto vào ngày 7 tháng 9 năm 2019 và được hãng Universal Pictures công chiếu tại Hoa Kỳ vào ngày 27 tháng 9 năm 2019 trong khi Pearl Studio phân phối phim tại Trung Quốc. Phim đã nhận được nhiều đánh giá tích cực từ các nhà phê bình và đạt doanh thu 128 triệu USD toàn cầu. Ở Đông Nam Á, Everest: Người tuyết bé nhỏ đã gây tranh cãi vì một cảnh liên quan đến bản đồ khu vực với đường chín đoạn, một đường phân định tranh chấp được Trung Quốc sử dụng để đưa ra yêu sách đối với một phần Biển Đông. Vì lý do này, bộ phim đã bị cấm chiếu ở một số quốc tham gia vào việc tranh chấp chủ quyền Biển Đông với Trung Quốc, cụ thể là Philippines, Việt Nam và Malaysia.

## Nội dung
Một cậu bé Yeti trốn thoát khỏi một khu nhà ở Thượng Hải thuộc sở hữu của doanh nhân giàu có Mr Burnish, người có ý định sử dụng anh ta để chứng minh sự tồn tại của Yetis với thế giới. Trong khi đó, thiếu niên Yi sống cùng mẹ Yi và Nai Nai trong một tòa nhà chung cư. Cô sống một cuộc sống bận rộn và bỏ bê việc dành thời gian cho gia đình và bạn bè, người hâm mộ bóng đá Peng và Jin am hiểu công nghệ. Yi cũng là một nghệ sĩ violin đã mất người cha quá cố của mình, cũng là một nghệ sĩ violin.
Một buổi tối, Yi bắt gặp Yeti gần ngôi nhà hình khối của cô trên nóc tòa nhà chung cư Thượng Hải, nơi cô đặt tên là "Everest". Trong khi giấu anh ta khỏi máy bay trực thăng của Burnish Industries, Yi có được lòng tin của mình bằng cách cho anh ta ăn bánh bao và chữa trị vết thương. Yi biết rằng Everest muốn đoàn tụ với gia đình trên đỉnh Everest trong khi Everest biết về mong muốn của Yi khi đi du lịch khắp Trung Quốc. Khi lực lượng an ninh tư nhân của Burnish Industries đóng cửa tại nơi ẩn náu của Everest, Everest bỏ trốn cùng Yi. Sau khi thoát khỏi một chiếc trực thăng Burnish trong Tháp Ngọc Phương Đông, Yi và Everest đã chạy trốn trên một con tàu mang theo lon cola đỏ, theo sau là Peng và một Jin bất đắc dĩ.
Yi, Everest và các cậu bé đến một cảng ở miền nam Trung Quốc và đi trên một chiếc xe tải. Sau khi thùng của họ rơi khỏi xe tải, họ kết thúc trong một khu rừng. Ở đó, Everest đánh thức con người bằng sức mạnh thần bí của mình trong việc kích thích tăng trưởng giữa các cây việt quất xanh. Trong khi đó, ông Burnish và nhà động vật học Tiến sĩ Zara tiếp tục cuộc săn lùng Everest. Theo dấu vết của Everest và những người bạn của anh ta, họ bắt kịp họ ở khu vực Tứ Xuyên nhưng Everest sử dụng sức mạnh của anh ta để khiến một cây phát triển đến kích thước khổng lồ. Trong khi Yi, Everest và Peng tìm cách trốn thoát trong vụ nổ súng, Jin bị bỏ lại phía sau và bị bắt bởi Thủ lĩnh Goon của Burnish Industries.
Bất chấp tình yêu hướng ngoại của bác sĩ Zara dành cho động vật, Jin biết rằng cô đang lên kế hoạch săn lùng và giết chết Yeti để nghiên cứu y học. Anh cũng biết rằng dường như ông Burnish vô cảm có tình thương cho động vật bao gồm cả vật nuôi jerboa của Tiến sĩ Zara. Trong khi đó Yi, Everest và Peng đến sa mạc Gobi nơi họ kết bạn với nhiều con rùa, họ biết ơn chấp nhận vụ bắn khổng lồ của họ. Sau đó, họ đi đến một thị trấn bên bờ sông Hoàng Hà nhưng Burnish Industries đứng cạnh họ. Bành giúp họ trốn thoát bằng cách giải phóng một vụ giẫm đạp bò Tây Tạng. Với sự giúp đỡ của Jin, họ trốn thoát qua sông Hoàng Hà đến một cánh đồng hoa màu vàng, mà Everest gây ra nở hoa với kích cỡ khổng lồ.
Tiếp tục cuộc hành trình của họ, con người và Everest cuối cùng đã đến được dãy Hy Mã Lạp Sơn. Trong khi băng qua một cây cầu, họ bị mắc kẹt ở cả hai phía bởi lực lượng của Burnish Industries. Tuy nhiên, ông Burnish trải qua một sự thay đổi của trái tim sau khi thấy Everest bảo vệ trẻ em; khiến anh phải trải qua một hồi tưởng về cuộc gặp gỡ đầu tiên của anh với yeti đang bảo vệ tuổi trẻ của nó. Tìm cách khai thác Everest để nghiên cứu khoa học, Tiến sĩ Zara tiêm cho ông Burnish một loại thuốc an thần trước khi làm yên tĩnh Everest. Khi Yi cố gắng bảo vệ Everest, bác sĩ Zara ném cô qua cầu. Burnish Industries sau đó rời khỏi ngọn núi với Everest, Peng và Jin bị giam cầm.
Tuy nhiên, Yi cố gắng bám vào một sợi dây. Sau đó, cô sử dụng cây vĩ cầm của mình, thứ mà Everest đã sửa chữa một cách kỳ diệu, để triệu hồi băng giúp tái sinh Everest, người đã thoát khỏi chiếc lồng của mình. Bác sĩ Zara thực hiện một nỗ lực cuối cùng để giết Everest nhưng kẻ săn trộm đã tự sát cùng với Thủ lĩnh Goon trong trận tuyết lở tự kích hoạt. Để bảo vệ Everest và yetis khỏi nhân loại, ông Burnish đồng ý giúp Yi, Peng và Jin giữ bí mật về sự tồn tại của mình. Yi, Peng, Jin và Everest tiếp tục hành trình lên đỉnh Everest nơi họ đoàn tụ Everest cùng gia đình. Trở về nhà ở Thượng Hải với sự giúp đỡ của ông Burnish, Yi dành nhiều thời gian hơn với mẹ, bà, Peng và Jin.

## Diễn viên
- Chloe Bennet trong vai Yi, một thiếu niên chơi violon.[12]
- Albert Tsai trong vai Peng, bạn của Yi.[12]
- Tenzing Norgay Trainor trong vai Jin, bạn của Yi.[12]
- Eddie Izzard trong vai Burnish, một người đàn ông giàu có muốn bắt Yeti.[12]
- Sarah Paulson trong vai Dr. Zara, một kẻ săn trộm đóng giả làm nhà động vật học làm việc với Burnish.[12]
- Tsai Chin trong vai Nai Nai[12]
- Michelle Wong trong vai mẹ của Yi [12]
- Rich Dietl trong vai Goon Leader
- James Hong trong vai Yak Leader
- Christine Lin trong vai Teenage Girl #1, Boy's Mother, Female Customer
- Kym Miller trong vai Teenage Girl #2
- Jason Ko trong vai Teenage Boy
- Trevor Devall trong vai Van Driver
- Karen Huie trong vai Dog Lady, Doc Worker
- Vic Chao trong vai Jin Impersonator
- Fernando Chien trong vai Thương gia
- Rupert Gregson-Williams trong vai Everest Humming

## Sản xuất
Everest: Người tuyết bé nhỏ được phát triển tại DreamWorks Animation từ năm 2010. Trong một khoảng thời gian, Jill Culton đã tham gia biên kịch và chỉ đạo bộ phim, nhưng đến năm 2016, cô đã rời khỏi dự án. Sau đó, vai trò của cô được thay thế bởi Tim Johnson và Todd Wilderman.
Vào tháng 12 năm 2016, DreamWorks tuyên bố rằng bộ phim sẽ được phát hành vào ngày 27 tháng 9 năm 2019 và sẽ được Oriental DreamWorks (nay là Pearl Studio) đồng sản xuất, đánh dấu sự hợp tác thứ hai của họ sau Kung Fu Panda 3. Vào ngày 2 tháng 2 năm 2018, Culton đã trở lại làm giám đốc, thay thế Johnson. Vào ngày 20 tháng 3 năm 2018, có thông báo rằng Chloe Bennet đã được chọn vào vai chính là Yi. Vào ngày 18 tháng 5 năm 2018, DreamWorks và Pearl Studio đã thông báo rằng bộ phim đã được đổi tên từ Everest thành Abominable, và Albert Tsai, Tenzing Norgay Trainor và Tsai Chin đã được chọn vào tháng sau.

### Âm nhạc
Phần nhạc nền của phim được biên soạn bởi Rupert Gregson-Williams, người trước đây đã hợp tác với xưởng phim trong dự án Over the Hedge và Ong vàng phiêu lưu ký. Cũng xuất hiện trong phần nhạc phim là một bài hát gốc có tựa đề "Beautiful Life" do ca sĩ người Mỹ Bebe Rexha trình bày. Trong phim cũng sử dụng một phiên bản của bài hát "Fix You" do ban nhạc Coldplay thể hiện. Album nhạc phim được hãng Back Lot Music phát hành trên các nền tảng nhạc số vào ngày 13 tháng 9 năm 2019.

## Phát hành
Everest: Người tuyết bé nhỏ đã có buổi ra mắt thế giới tại Liên hoan phim quốc tế Toronto vào ngày 7 tháng 9 năm 2019. Bộ phim được phát hành vào ngày 27 tháng 9 năm 2019 tại Hoa Kỳ và sẽ được Universal Pictures phát hành vào ngày 11 tháng 10 tại Vương quốc Anh. Universal cũng sẽ xử lý phân phối trên toàn thế giới cùng với các đối tác khu vực khác nhau ngoại trừ Trung Quốc, nơi bộ phim sẽ được phân phối độc quyền bởi Pearl Studio, người (dưới tên cũ của Oriental DreamWorks) đã phân phối tất cả các bộ phim của DreamWorks Animation tại nước này kể từ khi quan hệ đối tác bắt đầu.

### Quảng bá
Trailer chính thức đầu tiên được trình chiếu trước Dumbo: Chú voi biết bay vào ngày 29 tháng 3 năm 2019. Trailer chính thức thứ hai được phát hành vào ngày 23 tháng 5 năm 2019 và là lần đầu tiên được tải lên trực tuyến.

### Phương tiện tại gia
Everest: Người tuyết bé nhỏ được hãng Universal Pictures Home Entertainment phát hành trên các nền tảng phim số và Movies Anywhere vào ngày 3 tháng 12 năm 2019, và dưới định dạng đĩa vật lý Blu-ray, 4K Ultra HD và DVD vào ngày 17 tháng 12. Tất cả các bản phát hành đều tặng kèm phim ngắn Marooned, vốn trước đó đã được công chiếu tại Liên hoan phim hoạt hình quốc tế Annecy. Phiên bản 4K Ultra HD sử dụng thêm công nghệ HDR10+, giúp tác phẩm trở thành phim hoạt hình thứ hai của Universal sử dụng định dạng này sau Đẳng cấp thú cưng 2.

## Đón nhận

### Doanh thu phòng vé
Everest: Người tuyết bé nhỏ thu về 60,7 triệu USD tại Hoa Kỳ và Canada và 120,7 triệu USD tại các quốc gia và vùng lãnh thổ khác, đưa tổng mức doanh thu toàn cầu lên tới 181,4 triệu USD, so với kinh phí sản xuất bộ phim là 75 triệu USD.
Tại thị trường Mỹ và Canada, Everest: Người tuyết bé nhỏ được dự kiến thu về 17–20 triệu USD từ 4.200 rạp vào dịp cuối tuần ra mắt. Phim thu về 5,7 triệu USD trong ngày đầu tiên công chiếu, bao gồm 650.000 USD triệu USD thu về từ suất chiếu sớm đêm thứ Năm. Sau ba ngày cuối tuần ra mắt, tác phẩm thu về 20,9 triệu USD, đứng quán quân về doanh thu phòng vé tuần công chiếu và đánh dấu doanh thu mở màn cao nhất cho một phim hoạt hình năm 2019  Phim thu về 12 triệu USD trong dịp cuối tuần thứ hai công chiếu, về thứ hai sau Joker.

### Đánh giá chuyên môn
Trên hệ thống tổng hợp kết quả đánh giá Rotten Tomatoes, phim nhận được 81% lượng đồng thuận dựa theo 167 bài đánh giá, với điểm trung bình là 6,68/10. Các chuyên gia của trang web nhất trí rằng, "Bằng cách sử dụng những yếu tố gần gũi quen thuộc, Everest: Người tuyết bé nhỏ mang đến cho khán giả một cuộc phiêu lưu hấp dẫn và sống động mà cả gia đình có thể quây quần thưởng thức." Trên Metacritic, bộ phim có số điểm trung bình là 61 trên 100 dựa trên 28 nhà phê bình, cho thấy "những đánh giá chung có lợi". Khán giả được bình chọn bởi CinemaScore đã cho bộ phim đạt điểm trung bình "A" theo thang điểm A + đến F, trong khi những người ở PostTrak cho điểm trung bình 4 trên 5 sao.
Brian Tallerico của RogerEbert.com đã cho Everest: Người tuyết bé nhỏ hai trong số năm ngôi sao, cho rằng nó "thiếu tính cách để phân biệt nó với các bộ phim hoạt hình cao cấp bao trùm hầu hết cùng một nền tảng."  Tương tự, Peter Travers of Rolling Stone đã cho bộ phim 2,5 trên 5 sao, giống như Bí kíp luyện rồng. Trong khi ca ngợi nhạc violin của Yi và những cảnh hoạt hình có những con rắn khổng lồ và kỳ quan thị giác của Everest, anh nghĩ rằng Everest: Người tuyết bé nhỏ đã không thể phân biệt được mình trong một thị trường đông đúc. Glenn Kenny của The New York Times đã ca ngợi bộ phim vì câu chuyện "đặc biệt đáng xem và đáng yêu" và hiệu ứng hình ảnh hoạt hình.
Clarissa Loughrey của The Independent đã cho Everest: Người tuyết bé nhỏ ba trên năm sao, mô tả bộ phim là "đôi khi nguyên bản, nhưng không đủ táo bạo." Cô cũng ca ngợi đạo diễn Jill Culton vì đã viết Yi là một nữ nhân vật chính có căn cứ và xác thực trong khi tránh buộc cô phải chứng minh bản thân và những chuyện tình nghèo nàn. Nick De Semiyen của tạp chí Empire đã trao tặng Everest: Người tuyết bé nhỏ ba trong số năm sao. Ông ca ngợi bộ phim dành cho nữ đạo diễn phim hoạt hình đầu tiên Culton, nhân vật nữ chính Yi, và vì đã ôm ấp môi trường Trung Quốc bao gồm cả bà của Nai Nai. Tuy nhiên, ông quan sát thấy rằng bộ phim không mang lại điều gì mới mẻ cho thể loại hoạt hình mà chỉ ca ngợi nó vì đã kết hợp một tài liệu tham khảo về Indiana Jones và cuộc thập tự chinh cuối cùng. Peter Bradshaw của The Guardian đã cho Everest: Người tuyết bé nhỏ hai trên năm sao, liên quan đến yeti là một nhân vật nhạt nhẽo và quan sát những điểm tương đồng của bộ phim với Bí kíp luyện rồng và ET the Extra-Terrestrial. Ngược lại, Simran Hans của The Observer đã cho bộ phim một đánh giá thuận lợi hơn, trao giải cho ba trong số năm sao. Cô ca ngợi bộ phim vì hiệu ứng hoạt hình của sức mạnh ma thuật của người hâm mộ và cũng ví bộ phim là Bí kíp luyện rồng.

### Tranh cãi
Everest: Người tuyết bé nhỏ đã bị cấm chiếu ở Việt Nam vào ngày 14 tháng 10 năm 2019, chỉ mười ngày sau khi phát hành, do sự xuất hiện của đường chín đoạn trong một cảnh phim. Phim được CJ CGV Việt Nam trình đề nghị cấp Giấy phép Phổ biến phim ngày 09/8/2019; công chiếu từ 4 tháng 10 năm 2019. Sau đó vài ngày, nhiều khán giả phát hiện trong bộ phim có xuất hiện bản đồ có "đường lưỡi bò". Bộ Văn hóa, Thể thao và Du lịch Việt Nam đã chỉ đạo Cục Điện ảnh kiểm tra và yêu cầu đơn vị phát hành rút toàn bộ thông tin trên các phương tiện truyền thông, ngừng chiếu phim trên toàn bộ hệ thống rạp từ tối ngày 13 tháng 10 năm 2019. CJ CGV Việt Nam bị xử phạt 170 triệu VND và buộc tiêu hủy tang vật vi phạm. Quyền Cục trưởng Cục Điện ảnh Nguyễn Thị Thu Hà cũng bị Bộ Văn hóa cho thôi chức sau sự cố để lọt phim.
Philippines và Malaysia cũng phản ứng tiêu cực với cảnh phim này. Luật sư người Philippines Jay Batongbacal yêu cầu cấm chiếu bộ phim, trong khi Bộ trưởng Ngoại giao Philippines Teodoro Locsin Jr. nghĩ rằng tốt hơn là cắt cảnh phim "xúc phạm" đi. Vào ngày 17 tháng 10, Malaysia đã yêu cầu cắt bản đồ Trung Quốc khỏi bộ phim thông qua hội đồng kiểm duyệt phim. Tuy nhiên, sau khi Universal Pictures từ chối cắt giảm kiểm duyệt, bộ phim đã bị cấm hoàn toàn ở Malaysia. Vào ngày 18 tháng 10, Ủy ban Đánh giá và Phân loại Phim và Truyền hình của Philippines đã làm theo, cũng cấm bộ phim.